# Campeonato Sul-Americano de Rugby de 2015 - Divisão C
O Campeonato Sul-Americano de Rugby de 2015 - Divisão C foi a quarta edição deste torneio, então organizado pela Confederação Sul-Americana de Rugby (CONSUR). A sede deste evento foi El Salvador, com as partidas tendo sido realizadas na sua capital.
O selecionado da Guatemala conquistou o título deste torneio, e com ele a vaga na repescagem por uma vaga no Sul-Americano B do próximo ano.

## Participantes e regulamento
Em sua quarta edição, o Sul-Americano Divisão C contou com quatro participantes. Além da Guatemala, se fizeram presentes as representações de Costa Rica, El Salvador e Panamá. Todos se enfrentaram em turno único. Ao final das três rodadas, a equipe que somasse mais pontos conquistaria o título.
Nesta oportunidade, o campeão garantiu sua ida para a repescagem, em uma disputa que valeria uma vaga no Sul-Americano Divisão B para 2016.

## Partidas da Divisão C de 2015
Seguem-se, abaixo, as partidas disputadas pelo Campeonato Sul-Americano Divisão C de 2015 (CONSUR C 2015).

### 1ª rodada
| 5 de outubro de 2014 |         |             |                                               |
| Panamá               | 0 - 32  | El Salvador | Estádio Nacional Jorge González, San Salvador |
|                      | Reporte |             | Estádio Nacional Jorge González, San Salvador |

| 5 de outubro de 2014 |         |           |                                               |
| Costa Rica           | 17 - 19 | Guatemala | Estádio Nacional Jorge González, San Salvador |
|                      | Reporte |           | Estádio Nacional Jorge González, San Salvador |

### 2ª rodada
| 8 de outubro de 2014 |         |           |                                               |
| Panamá               | 12 - 73 | Guatemala | Estádio Nacional Jorge González, San Salvador |
|                      | Reporte |           | Estádio Nacional Jorge González, San Salvador |

| 8 de outubro de 2014 |         |             |                                               |
| Costa Rica           | 26 - 14 | El Salvador | Estádio Nacional Jorge González, San Salvador |
|                      | Reporte |             | Estádio Nacional Jorge González, San Salvador |

### 3ª rodada
| 11 de outubro de 2014 |         |        |                                               |
| Costa Rica            | 93 - 3  | Panamá | Estádio Nacional Jorge González, San Salvador |
|                       | Reporte |        | Estádio Nacional Jorge González, San Salvador |

| 11 de outubro de 2014 |         |           |                                               |
| El Salvador           | 8 - 26  | Guatemala | Estádio Nacional Jorge González, San Salvador |
|                       | Reporte |           | Estádio Nacional Jorge González, San Salvador |

### Classificação Final
| Seleção     | Vitórias | Empates | Derrotas | Pontos a favor | Pontos contra | Saldo | Pontos totais |
| ----------- | -------- | ------- | -------- | -------------- | ------------- | ----- | ------------- |
| Guatemala   | 3        | 0       | 0        | 118            | 37            | +81   | 9             |
| Costa Rica  | 2        | 0       | 1        | 136            | 36            | +100  | 6             |
| El Salvador | 1        | 0       | 2        | 54             | 52            | +2    | 3             |
| Panamá      | 0        | 0       | 3        | 15             | 198           | -183  | 0             |

- Critérios de pontuação: vitória = 3, empate = 1, derrota = 0.
- Com o título, a Guatemala qualificou-se para a repescagem, por uma vaga no Sul-Americano B de 2016.[8]

## Campeão da Divisão C 2015
| Campeonato Sul-Americano de Rugby 2015 Divisão C |
| ------------------------------------------------ |
| Guatemala Campeão (1º título)                    |